# Bomarea linifolia
Bomarea linifolia là một loài thực vật có hoa trong họ Alstroemeriaceae. Loài này được (Kunth) Baker miêu tả khoa học đầu tiên năm 1882.